# Orazio Orlando
Orazio Orlando (Napoli, 14 giugno 1933 – Roma, 18 dicembre 1990) è stato un attore italiano.

## Biografia
Esordì in teatro a 18 anni con la compagnia Ricci-Magni-Proclemer-Albertazzi e la sua prima partecipazione importante fu in Re Lear di Shakespeare. Nel 1958 cominciò la sua carriera televisiva nella parte di Tebaldo in Romeo e Giulietta. Nel 1964 fu diretto da Eduardo De Filippo nelle registrazioni televisive di sue due commedie andate in onda sulle reti Rai, Mia famiglia e La paura numero uno. Divenne popolarissimo nel 1973 grazie all'interpretazione del commissario Solmi capo della sezione omicidi nella serie televisiva Qui squadra mobile, successo che replicò tre anni più tardi nella seconda serie trasmessa nel 1976. Alla radio nel novembre 1974, fu il conduttore di turno per quel mese di "Voi ed Io", lo storico programma d'intrattenimento radiofonico del mattino in onda sul Programma Nazionale Radiorai tutti i giorni dal lunedì al sabato dalle 9 alle 11,10. Nel 1977 condusse anche un varietà televisivo "Scuola serale per aspiranti italiani" in 5 puntate tra agosto e settembre per la regia di Enzo Trapani sulla Rete 1 (oggi Rai 1) e nel 1990 partecipò alla Piovra 5 con Vittorio Mezzogiorno.
Numerose le sue apparizioni cinematografiche, nelle quali ai ruoli leggeri – recitati con una "vis comica" sorniona ma non per questo meno irresistibile (Poliziotto spint, con Maurizio Merli, del 1977) – alternò quelli drammatici, in particolare in Indagine su un cittadino al di sopra di ogni sospetto (1970), in cui interpretava l'aiuto poliziotto del personaggio di Gian Maria Volonté, e La proprietà non è più un furto (1973), con Ugo Tognazzi e Flavio Bucci, entrambi di Elio Petri.
Recitò anche accanto ad Eduardo De Filippo nelle commedie televisive Mia Famiglia e La paura numero uno.
Morì la sera del 18 dicembre 1990 sul palcoscenico del Teatro Flaiano di Roma, a soli 57 anni, a causa di un infarto, durante la prima della commedia Ad Eva aggiungi Eva di Claudia Poggiani, in cui era in scena con Valeria Ciangottini; soccorso da due medici in sala arrivò già privo di vita all'ospedale di San Giacomo degli Incurabili.

## Filmografia parziale

### Cinema
- Le bambole, regia di Franco Rossi, episodio La minestra (1965)
- Indagine su un cittadino al di sopra di ogni sospetto, regia di Elio Petri (1970)
- Il debito coniugale, regia di Franco Prosperi (1970)
- Waterloo, regia di Sergej Fëdorovič Bondarčuk (1970)
- La supertestimone, regia di Franco Giraldi (1971)
- Un uomo dalla pelle dura, regia di Franco Prosperi (1972)
- Gli ordini sono ordini, regia di Franco Giraldi (1972)
- Sono stato io!, regia di Alberto Lattuada (1973)
- La proprietà non è più un furto, regia di Elio Petri (1973)
- Amore mio, uccidimi!, regia di Franco Prosperi (1973)
- Brigitte, Laura, Ursula, Monica, Raquel, Litz, Maria, Florinda, Barbara, Claudia e Sofia, le chiamo tutte "anima mia", regia di Mauro Ivaldi (1974)
- Peccato veniale, regia di Salvatore Samperi (1974)
- Il profumo della signora in nero, regia di Francesco Barilli (1974)
- La poliziotta, regia di Steno (1974)
- Bello come un arcangelo, regia di Alfredo Giannetti (1974)
- Gente di rispetto, regia di Luigi Zampa (1975)
- L'Italia s'è rotta, regia di Steno (1976)
- La linea del fiume, regia di Aldo Scavarda (1976)
- Cattivi pensieri, regia di Ugo Tognazzi (1976)
- Maschio latino... cercasi, regia di Giovanni Narzisi, episodio Gennarino l'emigrante (1977)
- Il mostro, regia di Luigi Zampa (1977)
- Poliziotto sprint, regia di Stelvio Massi (1977)
- L'avvocato della mala, regia di Alberto Marras (1977)
- Corleone, regia di Pasquale Squitieri (1977)
- L'ingorgo - Una storia impossibile, regia di Luigi Comencini (1979)
- L'arabo, episodio di Letti selvaggi, regia di Luigi Zampa (1979)
- Speed Driver, regia di Stelvio Massi (1980)
- Aiutami a sognare, regia di Pupi Avati (1981)
- Scusa se è poco, regia di Marco Vicario, episodio Trenta minuti d'amore (1982)
- La donna delle meraviglie, regia di Alberto Bevilacqua (1985)
- Sicilian Connection, regia di Tonino Valerii (1987)

### Televisione
- Cesare e Cleopatra, regia di Franco Enriquez – prosa, trasmessa il 25 maggio 1956.
- Aprite: polizia!, regia di Daniele D'Anza – miniserie TV (1958)
- I tre principi – miniserie TV (1961)
- Racconti dell'Italia di ieri - Un episodio dell'anno della fame – film TV (1961)
- La luna dei Caraibi di Eugene O'Neill, regia di Mario Landi, trasmessa il 18 febbraio 1962.
- Una bella domenica di settembre, regia di Giacomo Vaccari, trasmessa il 4 maggio 1962.
- Lo zoo di vetro – film TV (1963)
- Ritorna il tenente Sheridan – serie TV, episodio Un testimone per uccidere (1963)
- I miserabili, regia di Sandro Bolchi – miniserie TV (1964)
- Le inchieste del commissario Maigret – serie TV, episodio Un'ombra su Maigret (1964)
- Mia famiglia - commedia teatrale per la Tv  di Eduardo De Filippo (1964)
- La paura numero uno -  commedia teatrale per la Tv  di Eduardo De Filippo (1964)
- La figlia del capitano, regia di Leonardo Cortese – miniserie TV (1965)
- La donna di fiori, regia di Anton Giulio Majano – miniserie TV (1965)
- Gli occhi consacrati di Roberto Bracco, regia di Carlo Di Stefano, trasmesso sul Programma Nazionale il 2 luglio 1965.
- Le troiane – film TV (1967)
- Le avventure di Pinocchio, regia di Luigi Comencini – miniserie TV (1972)
- Qui squadra mobile – serie TV (1973-1976)
- Scuola serale per aspiranti italiani – programma TV (1977)
- Le nozze difficili di Vitaliano Brancati, regia di Aldo Grimaldi, trasmessa dal Canale 1 il 21 giugno 1977.
- La cantata dei pastori, regia di Roberto De Simone trasmessa il 23 e 24 dicembre 1977
- Racconti di fantascienza, regia di Alessandro Blasetti – miniserie TV (1979)
- Uno + uno – miniserie TV (1983)
- Aeroporto internazionale – serie TV (1984)
- Machinations – serie TV (1984)
- Il ricatto, regia di Tonino Valerii, Ruggero Deodato e Vittorio De Sisti – miniserie TV (1989)
- La piovra 5 - Il cuore del problema – serie televisiva (1990)
- Le roi Mystère – miniserie TV (1991)